# Piazza della Vittoria (Gorizia)
Piazza della Vittoria (in sloveno Travnik, letteralmente prato; in passato piazza Grande) è la piazza principale di Gorizia, ai piedi del colle del Castello di Gorizia.
Nel XVI secolo, Gorizia cominciò ad estendersi anche sotto al colle del Castello, così sorsero degli edifici intorno all'odierna piazza. Al tempo la piazza era un grande prato e da questo nacque il nome sloveno Travnik, che significa proprio prato.
Uscendo da via Rastello, una volta era chiusa da un cancello (il "rastello" da cui deriva il suo nome), che separava la città dal contado, si arriva in Piazza della Vittoria, la più ampia della città, su cui si affaccia la Chiesa di Sant'Ignazio; costruita dai Gesuiti dal 1654 al 1767, è un'imponente costruzione che unisce armoniosamente stilemi del Barocco austriaco con un impianto tipicamente italiano.
A caratterizzarne la facciata (realizzata su progetto del gesuita austriaco Christoph Taucher intorno al 1720) sono due alte torri campanarie, coronate da cupole a cipolla.
Nella Piazza spicca la Casa Torriana, di origine cinquecentesca, oggi sede della Prefettura. Fra i molti ospiti illustri che vi abitarono, ci fu anche Giacomo Casanova, che vi soggiornò nel 1773 e che nelle sue "Memorie" racconta anche di questa sua sosta goriziana.
Al centro della Piazza si trova la Fontana del Nettuno, eseguita verso la metà del 1700 dal padovano Marco Chiereghin su progetto di Nicolò Pacassi, mentre davanti alla Chiesa di Sant'Ignazio si trova la Colonna di Sant'Ignazio, donata dal Conte Andrea di Porcia e qui collocata nel 1687.